# Biancu Gentile
Biancu Gentile ist eine alte Weißweinsorte, die auf Korsika (→ Weinbau auf Korsika) angebaut wird. In der Vergangenheit wurde sie häufig mit der Rebsorte Carcajolo Blanc verwechselt und ist vermutlich verwandt mit der ebenfalls auf Korsika angebauten Sorte Biancone.
Die Weißweine sind angenehm, aromatisch und von guter Qualität. Problematisch ist lediglich die Krankheitsanfälligkeit.
Siehe auch den Artikel Weinbau in Frankreich sowie die Liste von Rebsorten.

## Ampelographische Sortenmerkmale
In der Ampelographie wird der Habitus folgendermaßen beschrieben:
- Die Triebspitze ist offen. Sie ist weißwollig behaart. Die fast grünen Jungblätter sind nur leicht wollig behaart und bronzefarben gefleckt (Anthocyanflecken)
- Die großen Blätter (siehe auch den Artikel Blattform) sind ausgeprägt sieben- bis neunlappig. Die Stielbucht ist geschlossen. Der Blattrand ist stumpf gezahnt. Die Zähne sind im Vergleich zu anderen Rebsorten mittelweit gesetzt. Die Blattoberfläche (auch Spreite genannt) ist blasig derb.
- Die walzen- bis kegelförmige Traube ist groß und mäßig dichtbeerig. Die rundlichen Beeren sind klein. Sie sind bei Vollreife von bernsteinfarbenem gelb.

Die Rebsorte Biancu Gentile reift circa 20 Tage nach dem Gutedel und ist gilt damit für eine Rebsorte international als mittelspät reifend. Die sehr wüchsige Sorte erbringt Beeren mit hohem Mostgewicht aber kaum ausgeprägter Säure. Biancu gentile ist sehr anfällig gegen die Pilzkrankheiten Echter Mehltau und Grauschimmelfäule. Sie ist eine Varietät der Edlen Weinrebe (Vitis vinifera). Sie besitzt zwittrige Blüten und ist somit selbstfruchtend. Beim Weinbau wird der ökonomische Nachteil vermieden, keinen Ertrag liefernde, männliche Pflanzen anbauen zu müssen.

## Synonyme
Die Rebsorte Biancu Gentile ist auch unter den Namen Bianca gentile, Bianco gentile, Biancu ghjentile, Ghientile, Ghjentile, Ghjintili, Jentile und Uva ghjentile bekannt.